# Kottabos

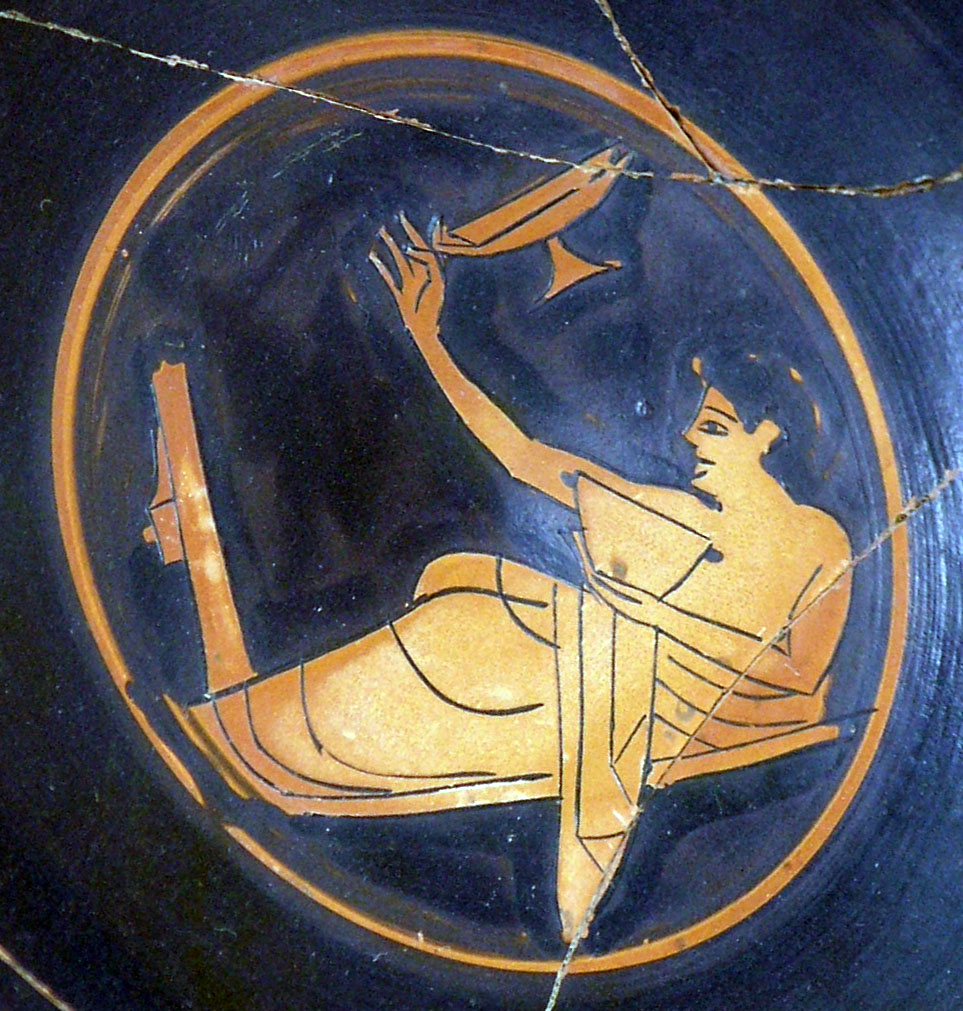
Kottabos spielender Weintrinker (~ 510 v. Chr.)

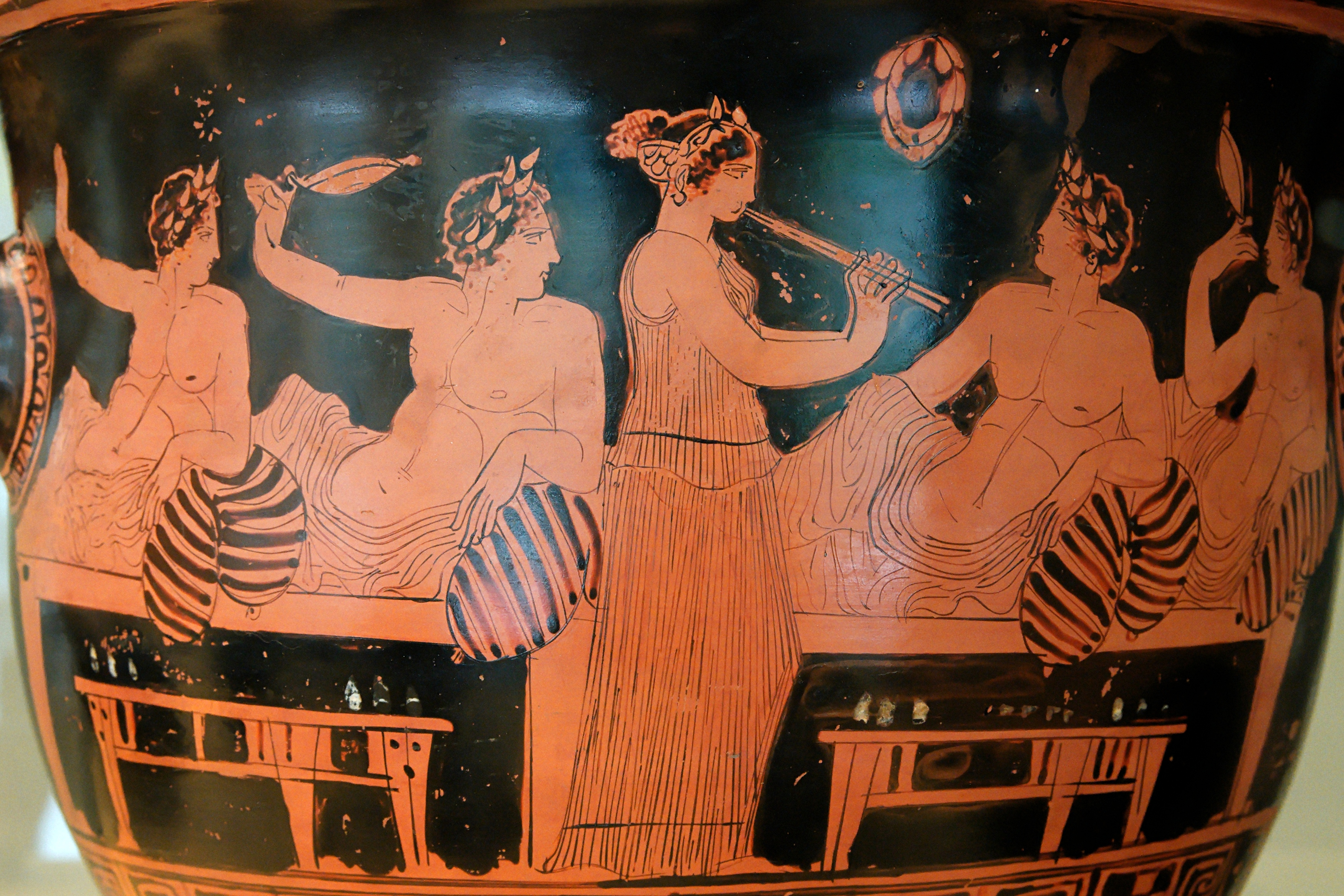
Kottabosspieler mit Flötenspielerin

Kottabos (griechisch: κότταβος) ist der Name eines von den Griechen hauptsächlich im 5. und 4. Jahrhundert v. Chr. mit besonderer Vorliebe bei Trinkgelagen betriebenen Geschicklichkeitsspieles. Das Trinkspiel stammte aus den griechischen Kolonien Siziliens und kam etwa im 4. Jahrhundert v. Chr. aus der Mode.

## Ablauf
Beim Kottabos kam es darauf an, auf dem Sofa liegend, einige Tropfen Wein in möglichst hohem Bogen nach einem als Ziel dienenden Becken oder einer Schale (Kottabeion) so zu schleudern, dass nichts vergossen und das Ziel mit vernehmlichem Klatschen getroffen wurde. Man nahm dazu eine nach dem Trinken in der Schale verbliebene Neige, den letzten Schluck (látas, manchmal auch kottabos selbst). Vasenbilder zeigen Teilnehmer am Spiel mehrfach mit zwei Gefäßen. Dies deutet darauf hin, dass das für das Weinschleudern verwendete Gefäß auf diesem Weg mehrfach nachgefüllt wurde. Es existierten zahlreiche Varianten, z. B. mit Figuren, die getroffen werden, oder schwimmenden Schälchen, die versenkt werden mussten. Häufig wird ein kandelaberartiges Gerät dargestellt, auf dessen Spitze eine zu treffende Metallscheibe lose auflag.
Mit dem Spiel war auch, je nach Erfolg, eine Art Liebesorakel verbunden. Häufig sind Hetären beteiligt und installieren die Gerätschaft. Auch Amor selbst schlüpft in diese Rolle. Aischylos, Sophokles, Euripides, Aristophanes und Antiphanes beschrieben das Spiel und erfreuten sich selbst daran. Auch auf Vasen ihrer Zeit sind Männer beim Kottabos zu sehen.
Xenophon überliefert in der Hellenika, Theramenes habe beim Trinken des Schierlingsbechers die letzten Tropfen wie beim Kottabos-Spiel ausgeschüttet und sie zynisch „dem schönen Kritias“ gewidmet.